# Gramaticalització
La gramaticalització és un procés de canvi de la llengua pel qual paraules que representen objectes i accions (és a dir, noms i verbs) es converteixen en marcadors gramaticals (com ara afixos o preposicions). Sovint comporta una dessemantització, és a dir, una pèrdua total o parcial del seu significat bàsic.
Alguns exemples són el verb anar, que no significa 'desplaçar-se' en una oració com Vaig perdut o Vaig fent; o la paraula via, que en principi es pot considerar un sinònim (encara que sigui parcialment) del mot camí, però quan es diu Un vol a Praga via Zuric en realitat funciona com un nexe (com una preposició forta), ja que no comporta l'ús de cap via o camí físics, sinó que es conceptualitza una ruta.

## Perspectiva històrica
La gramaticalització té sentit si s'analitza una llengua amb una perspectiva històrica, l'anomenada lingüística diacrònica. Aquest procés es pot exemplificar amb claredat en l'evolució del mot haver. En llatí el verb habere significava 'tenir'. En les llengües romàniques (català, francès, occità, galaicoportuguès, espanyol, italià, etc.), evolucionades a partir del llatí, aquest verb no s'empra sempre amb el sentit de 'tenir' (en català es diu tenir o posseir, per exemple), sinó també com a auxiliar dels temps perfets: He vist una cosa. També s'empra com a auxiliar d'obligació: He d'anar-me'n.
En un altre exemple, la construcció d'obligació en llatí, feta amb habere posposat, va donar els temps de futur de les llengües romàniques: el futur cantaré, cantaràs, cantarà, cantarem, cantareu i cantaran és una consolidació de les expressions cantar he ('he de cantar'), cantar has, cantar ha, cantar hem, cantar heu i cantar han. En aquest cas, el procés de gramaticalització ha arribat fins al final, ja que les formes del verb haver funcionen com a morfemes de conjugació gramatical.
Amb el sentit de 'tenir' només roman en determinades construccions (Veges si pots haver això!, dit a algú quan se li llança una cosa), i només en algun cas és intercanviable plenament amb tenir: per exemple, heure-se-les o haver-se-les amb algú, i tenir-se-les amb algú, en el sentit de discutir-s'hi o barallar-s'hi. La comparació interlingüística permet veure millor aquest ball d'usos: quan en català o espanyol es diu haver seguit de participi, en portuguès es diu tener.
Els lingüistes que treballen amb el cognitivisme han desenvolupat explicacions suggeridores sobre les motivacions per a la dessemantització i la gramaticalització, com ara què s'imagina el parlant quan utilitza un mot i hi dona un sentit nou, sovint per una metàfora o una metonímia.

## Extravagància del llenguatge
Una categoria especial de la gramaticalització que està essent objecte d’atenció creixent el primer quart del segle XXI en lingüística és el concepte d'extravagància, que s'utilitza en lingüística per descriure l'ús dels parlants d'un llenguatge imaginatiu i que es fa notar, amb o'objectiu de destacar o cridar l’atenció, emprant sempre processos de gramaticalització.